# Genesee (Idaho)
Genesee – miasto w Stanach Zjednoczonych, w stanie Idaho, w hrabstwie Latah.